# Ace Cafe London
L'Ace Cafe London està situat al carrer circular de Hendon, Londres. És un bar i lloc de trobada per motoristes on es troben per beure i parlar. S'explica que es posava una moneda a la màquina de discs i el que feia una volta i arribava abans que s'acabés la cançó guanyava l'aposta. Va estar tancat durant uns anys, però ara torna a estar obert i s'hi tornen a fer trobades i concerts cada cap de setmana. Era el lloc predilecte dels roquers de l'època de les dècades de 1950 i 1960. Després de tancar el 1969, va reobrir el 1997.